# Mario et Sonic aux Jeux olympiques de Londres 2012
Mario et Sonic aux Jeux olympiques de Londres 2012 (マリオ&ソニック AT ロンドンオリンピック) est un jeu vidéo de sports officiel des Jeux olympiques d'été de 2012 développé par Nintendo SPD et Sega Sports R&D sous la supervision de Nintendo et Sega. Il est sorti le 15 novembre 2011 sur Wii et en février 2012 sur Nintendo 3DS.
Nintendo et Sega ont annoncé que le jeu comporterait à peu près une cinquantaine de mini-jeux, dont certains étaient déjà présents dans les précédents épisodes, en plus de quelques nouveautés, comme le football et l'équitation

## Développement
Le jeu a été développé sous licence du Comité International Olympique. Bien que SEGA soit chargé du développement du jeu, il y avait une volonté des développeurs d'avoir autant de personnage jouable du côté de Nintendo que du côté de SEGA. Au cours du développement, du côté de SEGA, la taille de l'équipe a varié de 100 jusqu'à plus de 150 développeurs.
La bande annonce du jeu Wii a été publié sur la chaîne Youtube officielle "London 2012" le 17 août 2011.

## Système de jeu

### Personnages
Plusieurs personnages issus des univers de Mario et Sonic seront présents dans le jeu en tant que personnages jouables.
Sur la version Wii, ils seront classés en quatre catégories : Complet, Vitesse, Puissance et Habileté. On peut aussi modifier son Mii en lui mettant des tenues pour modifier ses caractéristiques.
Personnages Wii
| Complet   | Mario  | Amy      | Luigi  | Blaze   | Bowser Jr.  |
| Vitesse   | Sonic  | Daisy    | Shadow | Yoshi   | Metal Sonic |
| Puissance | Bowser | Knuckles | Wario  | Vector  | Donkey Kong |
| Habileté  | Tails  | Peach    | Eggman | Waluigi | Silver      |

Personnages 3DS
Sur la version 3DS , les personnages sont classés en cinq catégories : Filles, Challengers, Héros, Méchants et Brutes. Dans les épreuves, le joueur ne peut choisir qu'entre quatre personnages (par exemple, en 100 m, seuls les "Héros" peuvent participer, donc vous ne pouvez jouer à l'épreuve du 100 m qu'avec Mario, Tails, Sonic ou Luigi).
| Héros       | Mario    | Sonic  | Luigi      | Tails       |
| Filles      | Amy      | Peach  | Blaze      | Daisy       |
| Méchants    | Wario    | Eggman | Waluigi    | Metal Sonic |
| Brutes      | Knuckles | Bowser | Vector     | Donkey Kong |
| Challengers | Yoshi    | Shadow | Bowser Jr. | Silver      |

Arbitres (personnages non jouables)
- Arbitres des sports de raquette : Espio (Univers de Sonic) et Toad (Univers de Mario).
- Arbitre de Beach Volley : Lakitu (Univers de Mario).
- Gardiens de but au football : Badniks (Univers de Sonic) et Birdo (Univers de Mario).
- Arbitre du lancer de marteau : Charmy (Univers de Sonic).
- Arbitres du saut en longueur : Cubot et Orbot (Univers de Sonic)
- Il y a également Cream (Univers de Sonic)

Boss à affronter (Londres en folie - Wii)
- Birdo (univers de Mario) : 100 m nage libre
- Birdo (revanche) : badminton
- Omega (univers de Sonic) : 100 m
- Omega (revanche) : relais 4 × 100 m
- Eggman Nega (univers de Sonic) : Escrime
- Eggman Nega (revanche) : escrime rêve
- Rouge (univers de Sonic) : 110 m haies
- Roi Boo (univers de Mario) : Vitesse Rêve
- Jet (univers de Sonic) : Disque Rêve
- Bowser Skelet (univers de Mario) : Saut en Longueur Rêve
- Skelerex (univers de Mario) : Tennis de table
- Skelerex (revanche) haies rêve

### Épreuves - Wii
|                     | Discipline             | Épreuve                                             |               | Discipline                 | Épreuve                  | Lieu                                           |
| ------------------- | ---------------------- | --------------------------------------------------- | ------------- | -------------------------- | ------------------------ | ---------------------------------------------- |
| Épreuves olympiques | Athlétisme sur piste   | 100 m (Personnage clé : Sonic)                      | Épreuves Rêve | Athlétisme Rêve            | Saut en longueur Rêve    | Livre d'images de Yoshi - Yoshi's Story        |
| Épreuves olympiques | Athlétisme sur piste   | 110 m haies (Personnage clé : Mario)                | Épreuves Rêve | Athlétisme Rêve            | Lancer du disque Rêve    | Windy Valley - Sonic Adventure                 |
| Épreuves olympiques | Athlétisme sur piste   | Relais 4x100m                                       | Épreuves Rêve | Athlétisme Rêve            | Vitesse Rêve             | BINGO Highway (Autoroute) - Sonic Heroes       |
| Épreuves olympiques | Athlétisme sur terrain | Saut en longueur (Personnage clé : Dr Eggman)       | Épreuves Rêve | Athlétisme Rêve            | Haies Rêve               | Forteresse Rocheuse - Super Mario Galaxy       |
| Épreuves olympiques | Athlétisme sur terrain | Lancer du disque (Personnage clé : Vector)          | Épreuves Rêve | Natation synchronisée Rêve | Voyage spatial Rêve      | Station Stellaire - Super Mario Galaxy 2       |
| Épreuves olympiques | Athlétisme sur terrain | Lancer du marteau (Personnage clé : Bowser)         | Épreuves Rêve | Sports nautiques Rêve      | Rafting Rêve             | Monde 4 - New Super Mario Bros. Wii            |
| Épreuves olympiques | Athlétisme sur terrain | Lancer du javelot (Personnage clé : Knuckles)       | Épreuves Rêve | Gymnastique Rêve           | Barres asymétriques Rêve | Grand Metropolis - Sonic Heroes                |
| Épreuves olympiques | Natation               | 100 m nage libre (Personnage clé : Amy)             | Épreuves Rêve | Gymnastique Rêve           | Trampoline Rêve          | Crazy Gadget - Sonic Adventure 2               |
| Épreuves olympiques | Natation               | Natation synchronisée                               | Épreuves Rêve | Escrime Rêve               | Escrime Rêve             | Ocean Palace (Palais Océanique) - Sonic Heroes |
| Épreuves olympiques | Gymnastique            | Trampoline (Personnage clé : Blaze)                 | Épreuves Rêve | Équitation Rêve            | Équitation Rêve          | Prairie Meuh Meuh - Mario Kart Wii             |
| Épreuves olympiques | Gymnastique            | Rythmique - Ruban (Personnage clé : Peach)          |               |                            |                          |                                                |
| Épreuves olympiques | Gymnastique            | Barres asymétriques (Personnage clé : Tails)        |               |                            |                          |                                                |
| Épreuves olympiques | Canoë-Kayak            | Canoë - Ligne 1 000 m                               |               |                            |                          |                                                |
| Épreuves olympiques | Tir olympique          | Pistolet feu rapide 25 m (Personnage clé : Waluigi) |               |                            |                          |                                                |
| Épreuves olympiques | Tennis de table        | Simple (Personnage clé : Yoshi)                     |               |                            |                          |                                                |
| Épreuves olympiques | Badminton              | Doubles                                             |               |                            |                          |                                                |
| Épreuves olympiques | Volleyball             | Beach volley - Doubles                              |               |                            |                          |                                                |
| Épreuves olympiques | Football               | Football                                            |               |                            |                          |                                                |
| Épreuves olympiques | Escrime                | Épée - Individuel (Personnage clé : Silver)         |               |                            |                          |                                                |
| Épreuves olympiques | Équitation             | Saut d'obstacles (Personnage clé : Luigi)           |               |                            |                          |                                                |
| Épreuves olympiques | Cyclisme               | Poursuite - Équipes                                 |               |                            |                          |                                                |

### Épreuves - 3DS
| Discipline              | Épreuve                    | Personnages |                        | Discipline                                              | Épreuve     | Personnages |
| ----------------------- | -------------------------- | ----------- | ---------------------- | ------------------------------------------------------- | ----------- | ----------- |
| Athlétisme sur piste    | 100 m                      | Héros       | Football               | Pénaltys                                                | Brutes      |             |
| Athlétisme sur piste    | 110 m haies                | Challengers | Badminton              | Simple                                                  | Méchants    |             |
| Athlétisme sur piste    | Relais 4x100m              | Héros       | Badminton              | Doubles                                                 | Héros       |             |
| Athlétisme sur piste    | 1 500 m                    | Challengers | Hockey                 | Hockey                                                  | Méchants    |             |
| Athlétisme sur piste    | 3 000 m steeple            | Challengers | Handball               | Gardien de buts                                         | Méchants    |             |
| Athlétisme sur piste    | Marathon                   | Héros       | Basketball             | Coups francs                                            | Challengers |             |
| Athlétisme sur piste    | 20 km marche               | Héros       | Sports de combat       | Boxe                                                    | Brutes      |             |
| Athlétisme sur terrain  | Saut en longueur           | Méchants    | Sports de combat       | Taekwondo                                               | Méchants    |             |
| Athlétisme sur terrain  | Triple saut                | Challengers | Sports de combat       | Lutte - Libre                                           | Brutes      |             |
| Athlétisme sur terrain  | Lancer du marteau          | Brutes      | Sports de combat       | Judo                                                    | Héros       |             |
| Athlétisme sur terrain  | Lancer du javelot          | Brutes      | Escrime                | Épée - Individuel                                       | Héros       |             |
| Athlétisme sur terrain  | Lancer du poids            | Challengers | Volleyball             | Beach Volley - Doubles                                  | Filles      |             |
| Athlétisme sur terrain  | Saut à la perche           | Héros       | Tennis                 | Simple                                                  | Brutes      |             |
| Natation - Vitesse      | 100 m nage libre           | Héros       | Gymnastique            | Trampoline                                              | Challengers |             |
| Natation - Vitesse      | 100 m brasse               | Méchants    | Gymnastique            | Barre fixe                                              | Héros       |             |
| Natation - Vitesse      | 100 m dos                  | Filles      | Gymnastique            | Poutre                                                  | Filles      |             |
| Natation - Vitesse      | 10 km nage marathon        | Challengers | Gymnastique            | Anneaux                                                 | Brutes      |             |
| Natation - Plongeon     | Plongeon synchronisé - Duo | Méchants    | Gymnastique            | Artistique - Sol                                        | Challengers |             |
| Natation - Synchronisée | Duo                        | Héros       | Gymnastique            | Rythmique - Ruban (Équipe)                              | Filles      |             |
| Natation - Synchronisée | Équipe                     | Filles      | Haltérophilie          | Haltérophilie                                           | Brutes      |             |
| Water Polo              | Water Polo                 | Challengers | Embarcations nautiques | Kayak - 1 000 m                                         | Méchants    |             |
| Tennis de table         | Doubles                    | Héros       | Embarcations nautiques | Canoë C2 - Slalom                                       | Filles      |             |
| Cyclisme                | Vitesse                    | Héros       | Embarcations nautiques | Aviron - Rameurs en couple                              | Héros       |             |
| Cyclisme                | Keirin                     | Filles      | Embarcations nautiques | Voile 470 - Duo                                         | Héros       |             |
| Cyclisme                | Omnium                     | Filles      | Multi-épreuves         | Triathlon (course / nage / cyclisme)                    | Héros       |             |
| Cyclisme                | BMX                        | Méchants    | Multi-épreuves         | Pentathlon (course / nage / équitation / escrime / tir) | Héros       |             |
| Tir à l'arc             | Individuel                 | Filles      | Tir olympique          | Double trap                                             | Brutes      |             |
| Tir à l'arc             | Équipe                     | Héros       | Tir olympique          | Pistolet - Feu rapide                                   | Méchants    |             |
| Équitation              | Saut d'obstacles - Équipe  | Filles      |                        |                                                         |             |             |

### Londres en Folie
Sur Wii uniquement
Jouable jusqu'à 4 en multijoueurs ou seul face à 3 ordinateurs, le but de ce mode de jeu est de collecter des vignettes et de remplir entre 1 à 3 planches à vignettes avant ses adversaires. Les joueurs se déplacent dans la ville de Londres et peuvent déclencher des épreuves en parlant aux PNJ. Pour gagner des vignettes, il faut gagner aux mini-jeux ou gagner aux épreuves olympiques qui apparaissent ponctuellement au cours du jeu. Des vignettes bonus peuvent être obtenu entre autres en parlant aux personnages de la ville, par hasard dans des bulles dans les rues ou en volant la planche d'un adversaire.
L'ensemble de l'épreuve est commenté par Toad et Cream the rabbit.

### Mode Bonus
Ce mode permet de débloquer les tenues Mii ainsi que des musiques supplémentaires. A la fin de chaque épreuve et de chaque fin de partie de Londres en Folie, des cartes à gratter sont obtenus pour débloquer ce contenu bonus. Si le joueur gratte 2 images identiques sur la carte il gagne l'objet ou la musique. Autrement la carte à gratter se transforme en carte vide et il est possible de les échanger contre des musiques ou tenus au choix.

### Mode aventure
Sur Nintendo 3DS uniquement
Juste un jour avant la cérémonie d'ouvertures des Jeux Olympiques, un mystérieux brouillard coloré vient envahir le London Olympic Stadium. Sans surprise, ce sont Eggman et Bowser qui sont responsables, bien décidés à stopper les J.O. Mario, Sonic et leurs amis vont devoir affronter une armée "d'imposteurs" créée à partir du brouillard dans des épreuves olympiques pour dissiper le brouillard et stopper les deux méchants.

## Accueil
| Référence          | Wii     | 3DS     |
| ------------------ | ------- | ------- |
| Eurogamer          | 6/10    | X       |
| Famitsu            | X       | 34/40   |
| GameFAQs           | 3,66/5  | 3,28/5  |
| Gamekult           | 6/10    | 6/10    |
| Gamespot           | 7/10    | X       |
| Gamesradar+        | 3/5     | X       |
| Jeuxvideos.com     | 15,7/20 | 14,1/20 |
| Metacritic         | 66/100  | 66/100  |
| Puissance Nintendo | X       | 13/20   |